# Коренга Анатолій Михайлович
Анато́лій Миха́йлович Коренга — майор медичної служби Збройних сил України.
Ординатор травматологічного відділення військової частини А-1028 — Чернівецький військовий госпіталь.

## Нагороди
За особисту мужність і героїзм, виявлені у захисті державного суверенітету та територіальної цілісності України, вірність військовій присязі під час російсько-української війни нагороджений
- орденом Данила Галицького (22.1.2015).